# Antifonte (IV secolo a.C.)
Antifonte (in greco antico: Ἀντιφῶν?, Antiphôn; ... – Atene, 344 a.C.) è stato un ateniese vissuto nel IV secolo a.C.
Il suo nome fu rimosso dalle liste dei cittadini ateniesi, per un motivo sconosciuto. In seguito, Demostene lo fece arrestare accusandolo di voler incendiare il Pireo su incarico di Filippo II di Macedonia, tuttavia fu difeso da Eschine e assolto dall'assemblea; in un secondo momento Demostene lo accusò di fronte all'Areopago, che lo condannò a morte e lo fece giustiziare (secondo Kirchner e Traill probabilmente nel 344 a.C.).